# 108-as busz (Budapest)
A budapesti 108-as jelzésű autóbusz a Gazdagréti tér és Kelenföld vasútállomás között közlekedett. A vonalat a Budapesti Közlekedési Zrt. üzemeltette.

## Története
Az M4-es metró 2014-es átadásához kapcsolódóan átalakult a felszíni járatok közlekedése, ezért március 29-én új járat indult a Gazdagréti tér és Kelenföld vasútállomás között 108-as jelzéssel. A kezdeti időszak visszajelzéseit alapul véve október 4-én a 8-as, 8A és 108-as busz összevonásra került, az új, Kelenföld vasútállomás – Gazdagrét – Keleti pályaudvar útvonalon indított viszonylat 8-as számjelzéssel közlekedett tovább.

## Útvonala
| Gazdagréti tér felé | Kelenföld vasútállomás felé |
| --- | --- |
| Kelenföld vasútállomás M vá. – Alsó Beregszász út – Balatoni út – Boldizsár utca – Balatoni út – aluljáró – Budaörsi út – Gazdagréti út – Rétköz utca – Gazdagréti út – Gazdagréti tér vá. | Gazdagréti tér vá. – Gazdagréti út – Rétköz utca – Gazdagréti út – aluljáró – Lapu utca – M1-M7 autópálya-bevezető – Budaörsi út – Rimaszombati út – Alsó Beregszász út – Kelenföld vasútállomás M vá. |

## Megállóhelyei
| 0  | Kelenföld vasútállomás M végállomás | 10 | 40, 53, 58, 87, 88, 103, 141, 150, 153, 153A, 154, 172, 187, 250, 272 689, 691, 710, 711, 713, 715, 720, 721, 722, 724, 725, 731, 732, 734, 735, 736, 760, 761, 762, 763, 767, 777, 778, 799 19, 49 S10 , G10 , X10 , Z30 , G34 , S35 , S40 , S42 , G42 , G43 , IC, EC, EN, sebesvonat, gyorsvonat, |
| ∫  | Sasadi út                           | 9  | 40, 53, 87, 88, 139, 140, 140A, 150, 172, 187, 188E, 239, 240E, 258, 258A, 272 721, 731, 760, 767 1251, 1253, 1256 |
| ∫  | Jégvirág utca                       | 7  | 87, 88, 139, 140, 140A, 153, 153A, 154, 239, 240E |
| 3  | Nagyszeben út                       | ∫  | 87, 88, 139, 140, 140A, 153, 153A, 154, 239, 240E |
| 4  | Gazdagréti út                       | 6  | 40, 87, 88, 139, 140, 140A, 153, 153A, 154, 172, 239, 240E |
| 5  | Nagyszeben tér                      | 5  | 139, 239 |
| 6  | Regős köz                           | 4  | 139, 239 |
| 7  | Frankhegy utca                      | 3  | 139, 239 |
| 8  | Kaptárkő utca                       | 2  | 139, 239 |
| 9  | Telekes utca                        | 1  | 139, 239 |
| 11 | Gazdagréti tér végállomás           | 0  | 8, 8A, 139, 153, 153A, 154, 239 |